# پیجینیشن

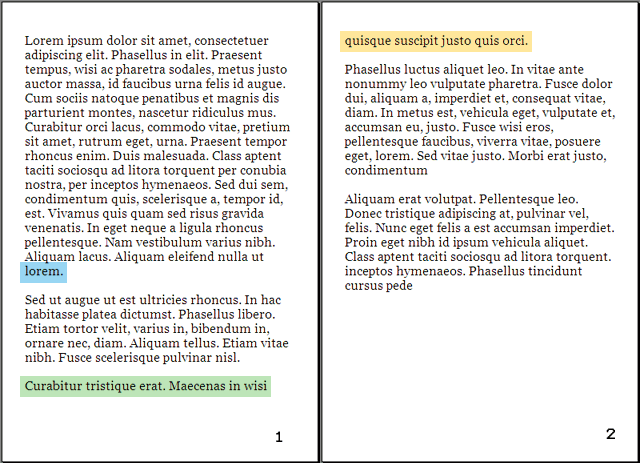
نحوه پیجینیشن

پیجینیشن (انگلیسی: Pagination) که به عنوان صفحه‌بندی نیز شناخته می‌شود، فرایند تقسیم یک سند به صفحات مجزا، یا صفحات الکترونیکی یا صفحات چاپی است. با توجه به کتاب‌هایی که بدون کامپیوتر تولید می‌شوند، پیجینیشن می‌تواند به معنی صفحات متوالی باشد که برای نشان دادن نظم مناسب صفحات است که از سال ۱۵۵۰ میلادی به بعد مرسوم شده است. 